# يوليوس دبليو. بلاكويل
يوليوس دبليو. بلاكويل (بالإنجليزية: Julius W. Blackwell)‏ هو سياسي أمريكي، ولد في 1797 بفرجينيا في الولايات المتحدة. حزبياً، نشط في الحزب الديمقراطي. وقد انتخب عضو مجلس النواب الأمريكي.